# Desquamation (Geologie)

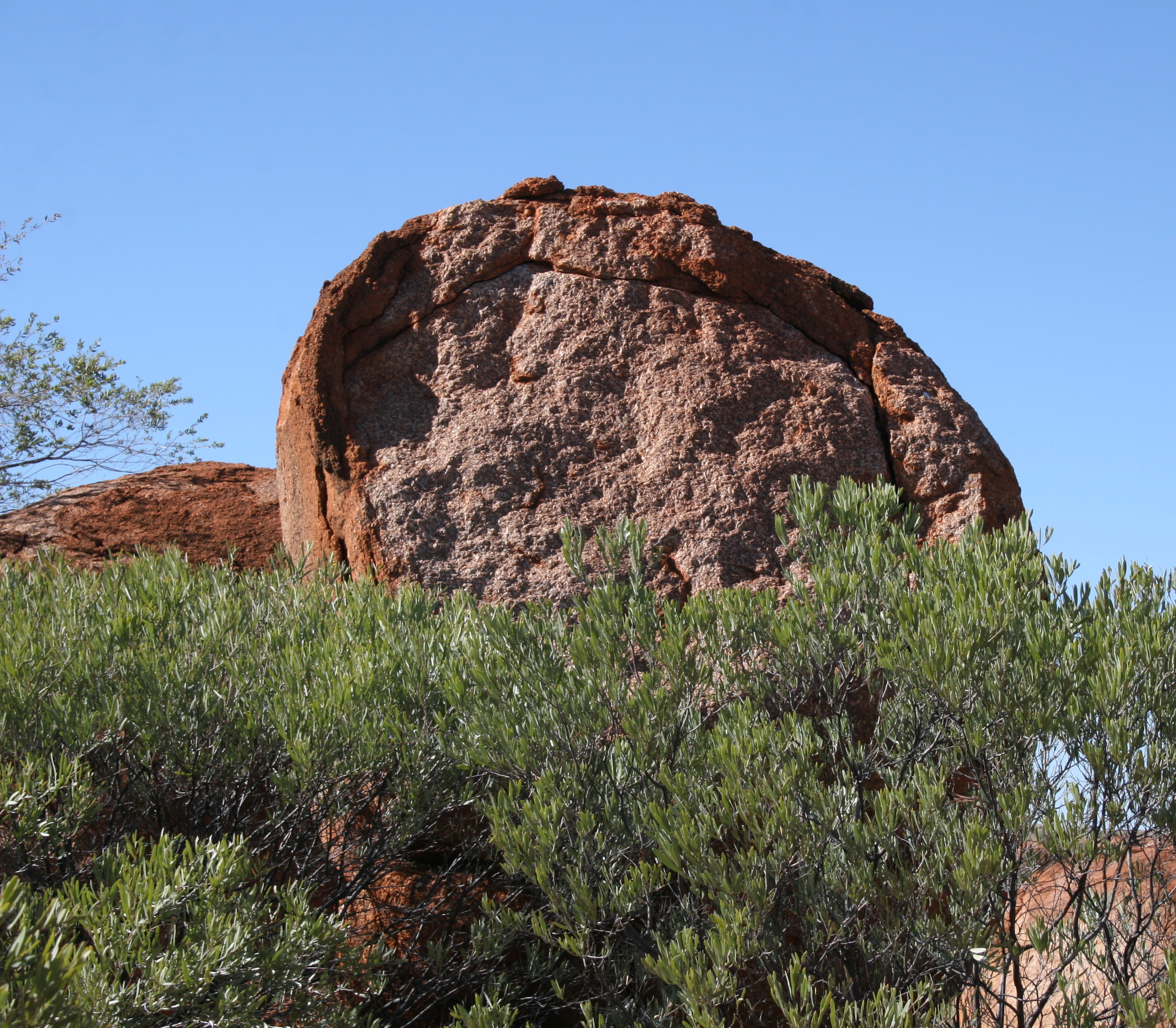
Schalenbildung eines Granits am Karlu Karlu

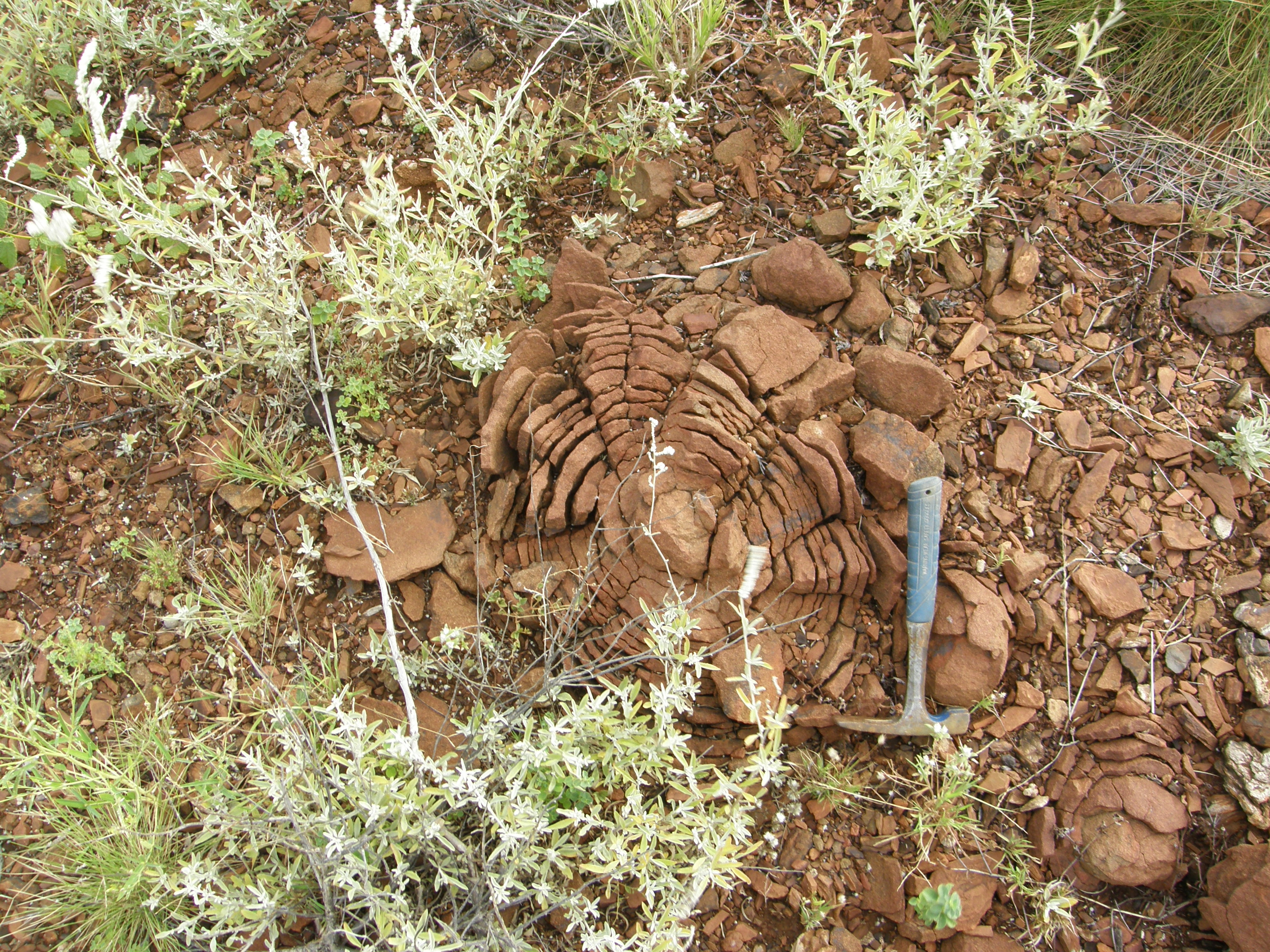
Schalenbildung eines Doleritganges, Pilbara, Western Australia

Desquamation (synonym: (Ab-)Schuppung, Schuppenbildung) bezeichnet in der Geologie die Loslösung schaliger Gesteinsplatten von Felswänden. 
Das Abblättern ist eine oberflächennahe Zerkleinerung, die meist aufgrund von Sonneneinstrahlung (Insolation) und bei starken Temperaturunterschieden erfolgt. Daher ist sie häufig in trockenen (ariden) Klimazonen anzutreffen. Abschuppungen hängen aber auch mit chemischen Prozessen zusammen.